# Кожинська
Ко́жинська (рос. Кожинская) — присілок у складі Тотемського району Вологодської області, Росія. Входить до складу Мосеєвського сільського поселення.

## Населення
Населення — 4 особи (2010; 10 у 2002).
Національний склад (станом на 2002 рік):
- росіяни — 80 %